# Euchalcis miegii
Euchalcis miegii är en stekelart som beskrevs av Dufour 1861. Euchalcis miegii ingår i släktet Euchalcis och familjen bredlårsteklar. Inga underarter finns listade i Catalogue of Life.